# أسيناة
أسيناة (تعني الشفة المتحركة) (الاسم العلمي Acineta)، جنس نبات من فصيلة السحلبية. جذموري الجذع، وحيد الورقة المستطيلة. أزهاره جميلة الشكل لونها إلى الجؤوة يعلوها وشم قرميدي. إزهراره قرصي الأنتشاب يرتكز على زناد ليفي دقيق يستطيل استطالة الورقة. موطنها الغابات الجبلية الاستوائية في المكسيك وغرب أمريكا الجنوبية.